# Siegmund Bodenheimer
Siegmund Bodenheimer (geboren 22. November 1874 in Heidelberg; gestorben 7. Februar 1966 in New York City) war ein deutsch-jüdischer Bankier.

## Leben
Siegmund Bodenheimer besuchte das Gymnasium bis zur Untersekunda und begann 1890 eine Banklehre bei der Deutschen Effekten- und Wechselbank, vormals L. A. Hahn in Frankfurt/Main, die ihn 1892 als Angestellten übernahm. 1893 wechselte er zur Privatbank Veit L. Homburger nach Karlsruhe. 1894/95 leistete Bodenheimer seinen Militärdienst als Einjährig-Freiwilliger. Nach weiteren drei Jahren in der Privatbank Albert & Richard Loeb in Mannheim ging Bodenheimer 1898 nach Berlin, wo er in der dortigen Filiale der Breslauer Disconto-Bank tätig war. 1902 wechselte er in Berlin zur Bank für Handel und Industrie (Darmstadt), wo er zunächst als Prokurist, ab 1904 als stellvertretender Direktor, ab 1906 als Direktor und stellvertretendes Vorstandsmitglied und ab 1910 schließlich als Vorstandsmitglied arbeitete. Mit dem Zusammenschluss der Darmstädter Bank mit der Nationalbank für Deutschland zur Darmstädter und Nationalbank (Danat-Bank) 1922 wurde er einer der Geschäftsinhaber des neuen Instituts. Ab den 1920er Jahren gehörte Bodenheimer der Gesellschaft der Freunde an.
Nachdem die Danat-Bank im Sommer 1931 im Verlauf der Bankenkrise zahlungsunfähig und vom Deutschen Reich übernommen worden war, entschied sich der neue Eigentümer, sie mit der ebenfalls schwer angeschlagenen Dresdner Bank zu fusionieren. Bodenheimer wurde Vorstandsmitglied der Dresdner Bank. Schon zwei Jahre später, am 30. September 1933, wenige Monate nach der Machtergreifung der Nationalsozialisten, wurde Bodenheimer zum Rücktritt gezwungen. Im März 1934 reiste er nach Lausanne in die Schweiz aus, im September 1936 folgte er seinem Sohn in die USA.
Nach seiner Übersiedlung nach Berlin wohnte Bodenheimer 1907–1911 in der Charlottenburger Hardenbergstraße 20, 1913–1921 in der Meineckestraße 21 und ab 1921 in einer Eigentumsvilla in Berlin-Grunewald, Jagowstraße 29–33. Die erste Adresse in der Emigration lautete New York, 315 Central Park West.
Verheiratet war Siegmund Bodenheimer seit 1907 mit Rosa Maaß (* 1886 in Berlin; † 1966 in New York City). Das Paar hatte drei Kinder: Edgar (1908–1991), Gerda (* 1911, verh. Blau) und Helga (* 1920, verh. Tüstin).

## Berufliche Positionen 1929/30
- Aufsichtsrat (AR) Deutsche Schiff- und Maschinenbau Aktiengesellschaft (Deschimag) (1928–1929)
- Vorsitzender des AR der Danziger Bank für Handel Gewerbe AG
- AR der Bank von Danzig
- AR der Deutsch-Asiatischen Bank Berlin
- AR der Deutschen Verkehrs-Kredit Bank AG Berlin
- AR der Rheinisch-Westfälischen Boden-Creditbank Köln
- Vorsitzender des AR der Engelhardt-Brauerei AG Berlin
- Vorsitzender des AR der Stralauer Glashütte AG Berlin-Stralau
- 1. Stellvertreter des Vorsitzes im AR der Eisenhüttenwerke Thale AG
- stellvertretender Vorsitzender des AR Hein Lehmann & Co. AG für Eisenkonstruktionen, Brücken und Stahlbau Berlin
- stellvertretender Vorsitzender des AR der Byk-Guldenwerke AG Berlin
- AR AG für Glasindustrie (alias Friedrich Siemens Dresden)
- AR der Gesellschaft für elektrische Unternehmungen Berlin
- AR der Mix & Genest AG Berlin-Schöneberg
- AR der Rütherswerke AG Berlin
- AR der Deutschen Petroleuk AG Berlin
- AR der Ludwig Loewe & Co. AG Berlin
- AR der Ostwerke AG Berlin
- AR der Harpener Bergbau AG Dortmund
- AR der Anhaltische Kohlenwerke
- 2. Vizepräsident der Mercurbank Wien
- AR der Internationalen Bank te Amsterdam in Amsterdam
- Ausschuss des Centralverbandes des Deutschen Bank- und Bankiergewerbes e.V.